# Пельвож
Пе́львож — посёлок в Ямало-Ненецком автономном округе России. Входит в состав городского округа Салехард.

## География
Расстояние до Салехарда — 40 км. Посёлок расположен в низовье реки Вушъёган, в нескольких километрах от впадения её в протоку Халниёган (водная система Оби).
Транспортное сообщение с Салехардом осуществляется по воде, а также по воздуху.

## Экономика и социальная сфера
Основная экономическая деятельность в Пельвоже — вылов рыбы (особенно муксуна) и сбор дикоросов, действует промысловая община «Пельвож-Юган».
В Пельвоже есть пожарное депо, детский сад, фельдшерско-акушерский пункт (с 2014 года). Работает модульный комплекс по переработке дикоросов и рыбы. Для обеспечения электричество построена модульная электростанция, вертолётная площадка.
В Пельвоже есть действующий храм-часовня.

## Население
| 1989 | 2002 | 2009 | 2010 | 2011 | 2014 | 2015 |
| ---- | ---- | ---- | ---- | ---- | ---- | ---- |
| 263  | ↘208 | ↘155 | ↗301 | ↘300 | ↘296 | ↘294 |
| 2016 | 2017 | 2018 | 2019 | 2020 | 2021 | 2023 |
| ↘289 | ↘287 | ↗288 | ↘286 | ↗287 | ↘73  | ↗74  |